# (6691) Trussoni
(6691) Trussoni – planetoida z pasa głównego okrążająca Słońce w ciągu 4 lat i 47 dni w średniej odległości 2,57 j.a. Została odkryta 26 lutego 1984 roku w Europejskim Obserwatorium Południowym przez Henriego Debehogne. Nazwa planetoidy pochodzi od Edoardo Trussoniego (ur. 1945), astrofizyka zajmującego się badaniami wysokoenergetycznych zjawisk zachodzącymi w jądrach aktywnych galaktyk i gwiazd. Nazwa została zaproponowana przez M. Di Martino. Przed nadaniem nazwy planetoida nosiła oznaczenie tymczasowe (6691) 1984 DX.